# Boca de fumo
Ponto de drogas, popularmente chamado de boca de fumo, refere-se ao local, geralmente um barraco ou botequins, onde é feita a venda de drogas ilícitas tais como maconha, cocaína, loló, key e crack. Desta forma,  não são diferentes das primeiras opium den do final do século XIX e início do século XX. Muitas vezes eles são edifícios antigos, abandonados ou queimados, quase sempre em subúrbios, bairros degradados ou favelas.